# گورستان آبسرده
گورستان آبسرده مربوط به دوره صفوی - دوره قاجار است و در شهرستان اردل، بخش مرکزی، روستای آبسرده واقع شده و این اثر در تاریخ ۸ مرداد ۱۳۸۱ با شمارهٔ ثبت ۵۹۸۶ به‌عنوان یکی از آثار ملی ایران به ثبت رسیده است.